# Poul Pedersen (digter)
 For alternative betydninger, se Poul Pedersen. (Se også artikler, som begynder med Poul Pedersen)
Poul Pedersen, der levede 1697, var en dansk digter.
Poul Pedersen hørte ligesom Anders Bording og andre samtidige digtere til de frie fugle, der førte en ustadig tilværelse uden at kunne opnå eller udfylde nogen fast livsstilling. Om hans herkomst og fødselsår vides intet; kun synes han at have haft sit nærmeste familietilhold på Skagen. I firserne af det 17. århundrede nød han gæstfrihed hos en digterbroder, oberstløjtnant Jens Steen Sehested, der efter et lignende omflakkende og nødlidende ungdomsliv var havnet i et rigt giftermål på herregården Selleberg mellem Odense og Kerteminde. Omtrent ved 1690 træffe vi så Poul Pedersen i København som redaktør for de af bogtrykkeren Bockenhoffer udgivne danske aviser, især de Maanedlige Relationer. I denne stilling synes han at have gjort ret god fyldest, og navnlig roses hans omhu for sprogbehandlingen, om han end ikke kunde holde bladene på samme højde som den forretningsdygtige stifter, Daniel Paulli. Rimeligvis er imidlertid Poul Pedersens hang til et uordentligt liv stadig tiltaget, siden han, formodentlig ved principalens død sidst i 1697, fjernedes fra bladet og måtte ty til Skagen for at nyde nådsensbrød vinteren over. At dette ikke er faldet i hans smag, fremgår af, at han ved sin afrejse efterlod et satirisk digt, som i høj grad opbragte Skagboerne. Han synes at være vendt tilbage til København, hvor han blev mere og mere elendig og forfalden, så at han, vistnok ikke ret længe efter, skal være funden død i en rendesten. Poul Pedersens eneste bevarede værk, der måske er begyndt på Fyn, men vistnok fuldendt i hans redaktørtid, er Kjærligheds Ændrings-og Undringsspejl udi den spanske Herremand Don Pedro af Granada, hans Liv og Levneds Historie, ved Philedor. Det er ikke af stort omfang, men som elskovsroman, oven i købet på vers (naturligvis alexandrinere), er det noget ganske enestående ikke blot i dansk, men ogsaa i tysk digtning ved den tid. Emnet er en spansk anekdote, der er benyttet af Scarron, hvem Poul Pedersen synes at stå nærmest, og i Moliéres École des femmes. Men i ånd og stil er Poul Pedersen ganske tysk, den mest typiske elev af den 2. schlesiske skole her i Danmark, hvor skolens indflydelse dog ved denne tid er kendelig lige fra Kingo af og nedad. Dette fremgår allerede af digtets utrykte fortale, som for en stor del er lånt fra Hoffmannswaldau og interessant ved sine litterærhistoriske oversigter så vel som ved den måde, hvorpå den i skolens ånd fremhæver nationale synspunkter for digtekunsten, men derhos betragter denne selv som en temmelig uvæsentlig bisyssel. Ægte tysk er også stilen i Poul Pedersens digt med dens hult dundrende bombast og søgte ordspil og antiteser, dens sanselig slibrige udmalinger og overlæssede billedpragt, misbrug af solens op- og nedgang, morgen- og aftenrøde, som spottes af J.E. Schlegel og Holberg. Alligevel indrømmer begge, ikke ganske med urette, Poul Pedersen en høj plads mellem tidens poeter. Ikke blot falder hans vers let og flydende, men der er mere liv i fortællingen og beskrivelserne, for eksempel af italiensk natur, end den gang almindeligt. Digtet udkom pseudonymt og synes længe at have været udbredt i afskrifter, som vakte en del opsigt og tillagdes forskellige bekendte forfattere. Det blev måske ikke trykt før 1724.